# Job for a Cowboy
Job for a Cowboy (engl. für Arbeit/Aufgabe für einen Cowboy) ist eine US-amerikanische Death-Metal-Band aus Glendale, Arizona.

## Geschichte

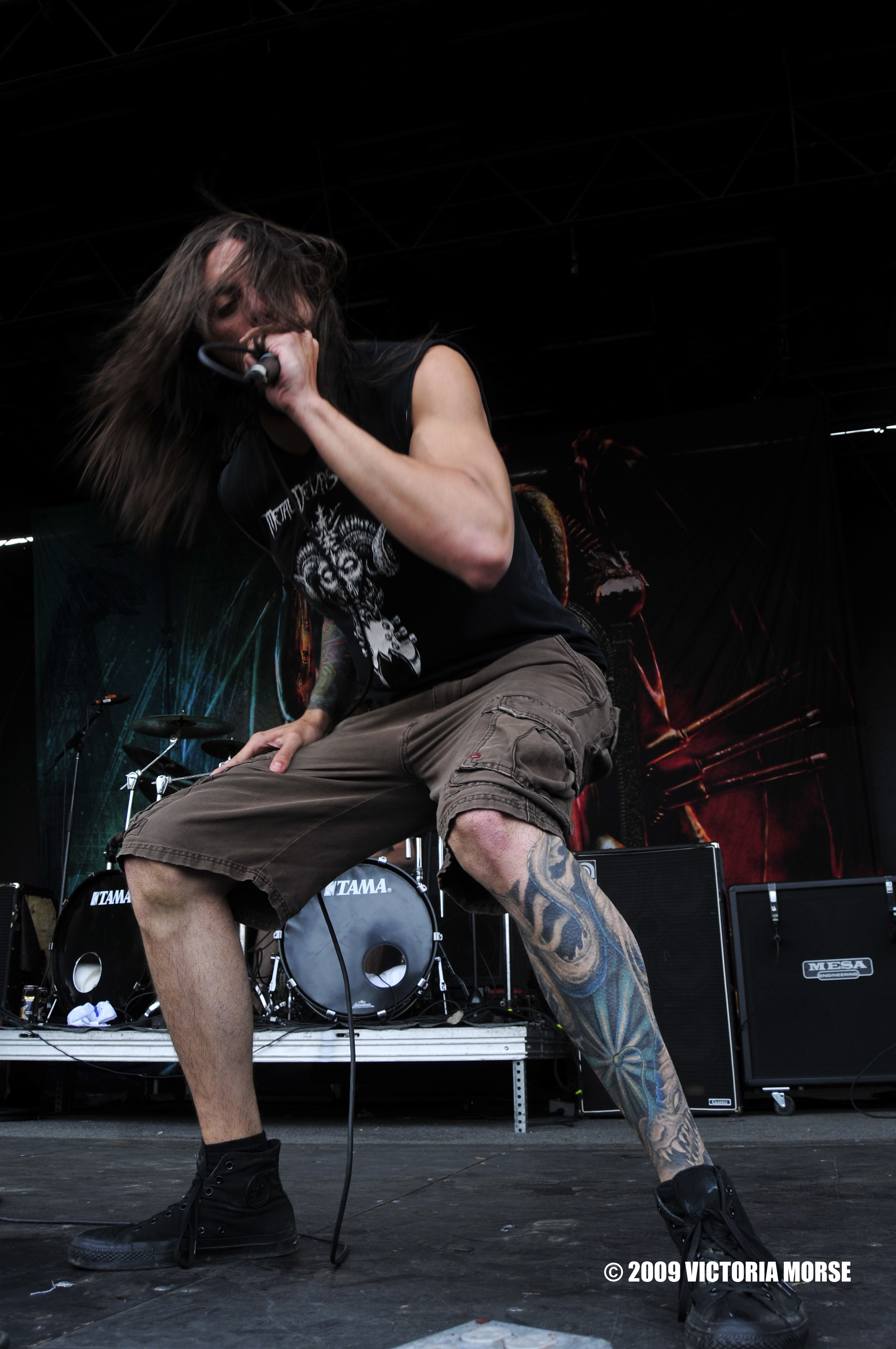
Sänger Jonny Davy im August 2009

Die Band gründete sich im Dezember 2003, zu diesem Zeitpunkt war keines der Gründungsmitglieder älter als 17 Jahre. 
Nach einer selbstbetitelten Demo und einem größeren Besetzungswechsel entstand 2005 eine EP mit Namen Doom, die durch „Kings of the Monsters Records“ herausgebracht wurde. Die positive Resonanz und die Tatsache, dass die Band auf ihrer Internetseite bei MySpace über drei Millionen Klicks zu verzeichnen hatte, brachte ihnen 2006 einen lukrativeren Plattenvertrag mit dem Label Metal Blade Records ein, das die EP mit einem Bonustrack noch mal veröffentlichte. Wegen mangelnden Interesses musste Andrew Arcurio kurz nach der Vertragsunterzeichnung die Band verlassen und wurde durch Bobby Thompson ersetzt. 
Nach der Fertigstellung der Aufnahmen zum Debütalbum Genesis verließ Elliot Sellers die Band. Nach kurzer Suche wurde für ihn 2007 Ersatz in Form von Jon „The Charn“ Rice gefunden. Am 15. Mai 2007 erschien Genesis bei Metal Blade Records. Es stieg auf Platz 54 der US-Billboard-Charts ein. 
Am 7. Juli 2009 wurde das zweite Studioalbum Ruination, das von Dezember 2008 bis Mai 2009 aufgenommen wurde, veröffentlicht. In der ersten Woche wurden 10.600 Kopien des Albums verkauft und es erreichte Platz 42 der Billboard 200 Charts.
Im November 2010 veröffentlichte die Band die nur digital erwerbliche EP Live Ruination, welche mehrere Songs des Live-Auftritts beim New England Metal & Hardcore Festival und den Cover-Song The Matter Of Splatter (original von Exhumed) enthält.
Am 7. Juni 2011 wurde die EP Gloom veröffentlicht.
Der 10. April 2012 war der Releasetermin für das dritte Studiowerk Demonocracy.
Laut Bandaussage hat der Schlagzeuger Jon „The Charn“ Rice aus privaten Gründen und mangelndem Interesse die Band verlassen und wurde bei den neuen Aufnahmen für das vierte Studioalbum durch Danny Walker ersetzt.

## Stil
Job for a Cowboy spielten anfangs Metalcore mit überwiegend Elementen des Death-Metals; dieser Stil wird auch Deathcore genannt. Seit ihrem Album Genesis entfernten sie sich musikalisch vom Metalcore. Mittlerweile spielen sie modernen Death Metal. Passagen mit „cleanem“ Gesang, die sonst im Metalcore üblich sind und harte Breakdowns sind in ihrer Musik nicht vorhanden. Trotzdem spielte die Band im Jahr 2007 auch auf dem Pressure Festival, einem Festival mit dem Schwerpunkt Hardcore und Metalcore.

## Diskografie

### Alben
- 2007: Genesis (Metal Blade Records)
- 2009: Ruination (Metal Blade Records)
- 2012: Demonocracy (Metal Blade Records)
- 2014: Sun Eater (Metal Blade Records)
- 2024: Moon Healer (Metal Blade Records)

### Demos und EPs
- 2004: Job for a Cowboy (Demo)
- 2005: Doom (EP, Kings of the Monsters Records; Re-Release, Metal Blade Records)
- 2010: Live Ruination (Metal Blade Records)
- 2011: Gloom (EP, Metal Blade Records)